# 부호역
부호(경일대학·호산대학)역(Buho(Kyungil University·Hosan University) Station, 釜湖(慶一大·瑚山大)驛)은 대구 도시철도 1호선의 전철역이다.

## 역사
- 2019년 5월 17일: 착공
- 2023년 11월 13일: 부호경일대호산대역으로 역명 확정[1]
- 2024년 6월 27일: 공사 중 역명을 "부호(경일대·호산대)역"으로 변경하여 역명 재확정[2]
- 2024년 12월 21일: 개통[3]

## 승강장
2면 2선의 상대식 승강장을 가진 지상역이다. 스크린도어가 설치되어 있다. 
대합실을 통해, 반대편 승강장으로 이동할 수 있다. 
| 대구한의대병원 ↑ |
| \| 상            |
| ↓ 하양           |

| 하행 | ● 대구 도시철도 1호선 | 동대구 · 중앙로 · 반월당 · 설화명곡 방면 |
| 상행 | ● 대구 도시철도 1호선 | 하양 방면                                |

## 역 주변
| 나가는 곳 | 방면                         |
| --------- | ---------------------------- |
| 1         | 호산대학교 경일대학교 부호리 |

## 인접한 역
| 대구 도시철도 1호선              | 대구 도시철도 1호선   | 대구 도시철도 1호선 |
| -------------------------------- | --------------------- | ------------------- |
| 147 대구한의대병원 설화명곡 방면 | ● 대구 도시철도 1호선 | 149 하양 방면       |